# Inferno Ridge
Koordinaten: 79° 27′ S, 84° 8′ W
Inferno Ridge ist ein schmaler, 8 Seemeilen (etwa 15 km) langer Bergkamm in der westantarktischen Heritage Range. mit einer Höhe von über 1000 Metern. Er erhebt sich zwischen dem Schneider-Gletscher im Westen und dem Rennell-Gletscher im Norden, südlich liegt das Larson Valley. Im Norden der Inferno Ridge, nahe der Stelle, an der sich der Schneider- und Rennell-Gletscher vereinigen, liegt der Orheim Point.
Seinen Namen erhielt Inferno Ridge von der Geologischen Expedition der University of Minnesota der Jahre 1963/64, die diese Gegend erkundete, da die Gegend sehr zergliedert ist und aus schwarzem Fels besteht.